# Großobringen
Großobringen település Németországban, azon belül Türingiában. Lakosainak száma 898 fő (2017. december 31.). Großobringen Heichelheim, Buttelstedt, Sachsenhausen és Wohlsborn községekkel határos.

## Népesség
A település népességének változása:

| 2017 | 898 |